# Steinar Ofsdal

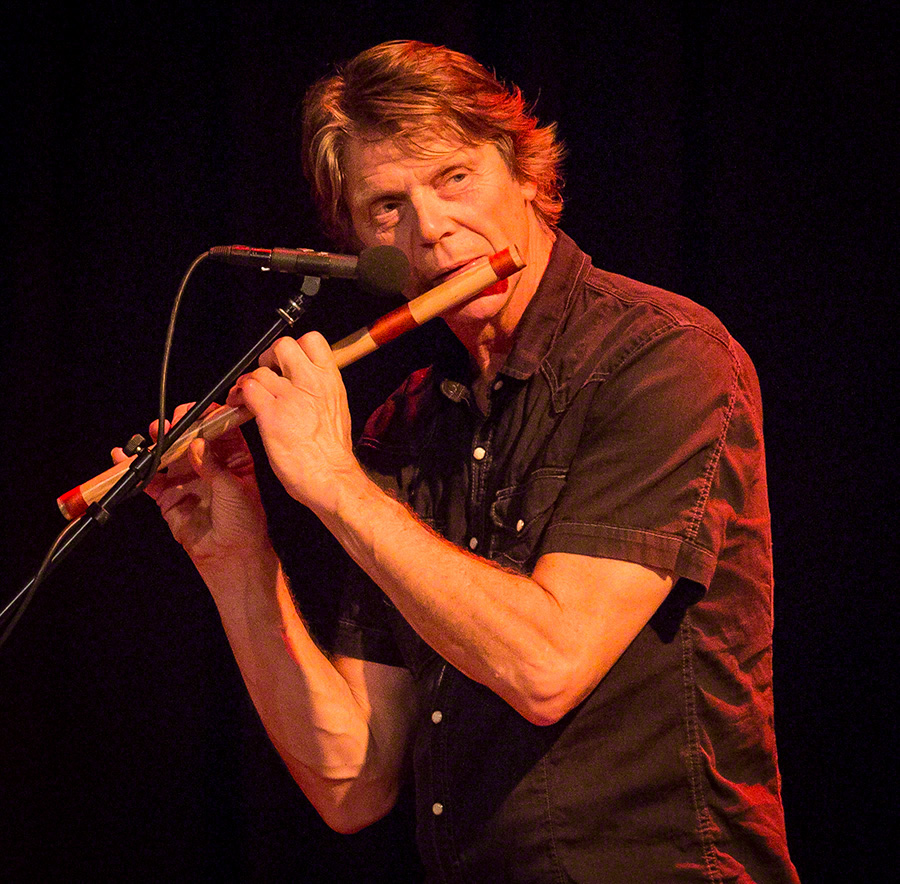
Steinar Ofsdal, 2016

Steinar Ofsdal (* 4. Oktober 1948 in Oslo) ist ein norwegischer Flötist und Komponist. Er ist emeritierter Professor für Folkloremusik an der Norwegischen Musikhochschule.
Ofsdal tritt seit 1967 alleine, mit einem Gitarristen, mit Bands oder Orchestern auf. Seit 1988 musiziert er bei der norwegischen Folkloregruppe Bukkene Bruse. Ofsdal komponierte auch für Theater, Film und Fernsehen.
Er erhielt den Spellemannprisen 1983 für sein Album Hat Trick und 1989 zusammen mit dem Folkmusiker Per Midtstigen und deren Album Sjøfløyta.